# 푸에고산
푸에고산(스페인어: Volcán de Fuego)은 과테말라에 있는 활화산으로, 성층 화산이다. 이 화산은 중앙아메리카에서 가장 활동이 활발한 화산 중 하나로, 지금도 소규모의 분화를 반복하고 있다. 최근에 일어난 거대한 폭발은 1974년에 있었으며, 그 당시 대량의 용암이 60km의 속도로 흘려내렸으며, 화산쇄설류와 대량의 화산재까지 발생하였다. 조상격인 화산은 매세타 화산이며, 이 고대 화산은 붕괴되어 남아있지 않다. 그리고 그 자리에 분화가 일어나 푸에고 화산을 형성시켰다. 옆에는 아카테난고 산이 있다.

## 매세타 화산
이 화산은 고대 화산 중 하나로, 8천5백년전에 화산체 전체가 붕괴되었다. 그리고 붕괴된 자리에서 분화가 일어나, 지금의 푸에고 화산을 형성시켰다.

## 2018년 대분화
2018년 6월 3일 화산이 이례적으로 폭발적인 분화를 일으켰다. 1974년 이후로 가장 강력한 분출이며 현재까지 총 100명의 사망자와 300명의 부상자 그리고 200명의 실종자가 발생하였다.